# Firmilià de Cesarea
Firmilià de Cesarea (segle iii dC) fou un prelat eminent contemporani de Gregori Taumaturg, arribà a ser, juntament amb ell, una de les columnes de la doctrina catòlica i vertadera ànima dels concilis celebrats a Antioquia entre els anys 264 dC i 268 dC, on foren condemnats els errors de Pau de Samòsata. Ocupà el càrrec de bisbe a la metròpoli de Cesarea durant més de trenta anys.

## Biografia
Durant el seu ministeri de bisbe, aproximadament dos o tres anys després d'iniciar el càrrec (232/233), acollí i deixà predicar a les seves esglésies Orígenes, a qui tenia en gran estima.
Hagué de viure dues persecucions a l'Església de Capadòcia. La primera l'any 235 dC sota Maximí Tarci. Durant aquesta persecució hagué de fugir, on novament convisqué amb Orígenes. Temps després tornà a la ciutat de Cesarea. L'any 249-250 hi hagué una nova persecució contra els cristians, ara sota l'emperador Deci. Novament evita l'oportunitat de confessar la fe, atès que en aquella ocasió es troba al costat del bisbe Hel·lè de Tars, en conflicte amb el bisbe d'Antioquia FAbi, que defensava la severitat de Novacià contra els que no havien tingut coratge durant la persecució. En aquest conflicte, Firmilià demanà suport als bisbes de Roma i d'Alexandria contra Fabi d'Antioquia. Davant d'aquest problema, no cessaren les acusacions en contra de Firmilià i d'Hel·lè, que tingueren ressò en el Papa Esteve (254-257).
Un altre problema eclesial que hagué d'afrontar fou el dels heretges que conferien el baptisme dels fidels. Alguns opinaven que era vàlid, i d'altres, com Firmilià, opinaven que no. Participà en el sínode d'Iconi, en què els bisbes de Galàcia, Cicília i altres províncies veïnes decidiren que es mantingués l'ús de rebatejar els montanistes quan passessin a l'Església. D'aquest problema se'n conserva un document de Firmilià que és una carta dirigida a Sant Cebrià de Cartago, en què s'exposa la qüestió del segon bateig per als heretges.